# Minneola
För andra betydelser, se Minneola (olika betydelser).
Minneola (Citrus ×aurantium Tangelo-Gruppen) är en citrusfrukt som även kallas tangelo. Den liknar en apelsin men har dock en typisk topp i stjälkänden. Minneola är en korsning mellan tangerinsorten 'Darcy' och grapefruktsorten 'Duncan'. Frukten lanserades 1931 av Horticultural Research Station i Orlando, som är en del av USA:s jordbruksdepartement.